# 瓦努阿图共和党
瓦努阿图共和党（英语：Vanuatu Republican Party，法语：Parti Républican de Vanuatu）是瓦努阿图的一个政党。该党是法语区的主要政党。1998年1月19日，该党分裂自温和党联盟。
在2004年的选举中，该党赢得了52个席位中的4个席位。在2008年9月1日的立法选举中，该党赢得了52个席位中的7个席位。目前的领导人是马克西姆·卡洛特·科尔曼。